# Мекензиевы горы
Меке́нзиевы го́ры (укр. Мекензієві гори, крымскотат. Kök Ağaç dağları, Кок Агъач дагълары) — небольшая куэста, расположенная на территории Севастопольского горсовета. Представляет собой западную оконечность внутренней (средней) гряды Крымских гор. Пологая возвышенность тянется от берега моря (посёлок Любимовка) до административной границы Севастополя с Бахчисарайским районом, занимая междуречье Бельбека и Чёрной. На запад и на север по пологим склонам куэсты сбегает множество балок и оврагов. Водная и ветровая эрозия привела здесь к развитию белых мергелевых обнажений. Наиболее живописной и богатой в плане флоры является эрозионная система Камышловского оврага. Буйству флоры, в которой выделяются папоротники, вечнозелёные лианы, постенницы и плющи, способствует и мягкий климат региона, сочетающий в себе морские и средиземноморские черты при средней положительной температуре зимних месяцев. Южные склоны гор круты и обрывисты. Максимальная высота 337 метров выше уровня моря. Наиболее высокая их часть расположена в 3,5 км к северу — северо-востоку от города Инкерман. Сами горы покрыты низкорослым лесом. Помимо естественных лесов, на Мекензиевых горах действует семенной клоновый питомник крымской сосны.

## История
До конца XVIII века данный горный массив носил называние Кок-Агач — в переводе с крымскотатарского языка «граб» (дословно «серо-голубое дерево»). Своё новое название горы получили после того, как контр-адмирал Ф. Ф. Мекензи получил в этом районе от графа Г. А. Потёмкина участок земли под хутор, прозванный Мекензиевкой.
В период героической обороны Севастополя (1941—1942) здесь шли ожесточённые бои с немецкими войсками. Из 250 дней обороны 240 дней воины Приморской армии и морской пехоты стояли на Мекензиевых горах, северный склон которых превратился в главный рубеж обороны (365-я зенитная батарея, Высота героев, «форт Сталин»).
Близ гор также расположена одноимённая железнодорожная станция, которая трижды переходила из рук в руки во время ожесточённых боёв 8 июня 1942 года.